# Lasers
Pour le groupe espagnol, voir Lasers (groupe).
Albums de Lupe Fiasco
Lupe Fiasco's the Cool
(2007) Food & Liquor II: The Great American Rap Album Pt. 1
(2012)
Singles
1. The Show Goes On
Sortie : 26 octobre 2010
2. Words I Never Said
Sortie : 8 février 2011

Lasers est le troisième album studio de Lupe Fiasco, sorti le 8 mars 2011 aux États-Unis .
L'album, d'abord nommé The Great American Rap Album puis We Are Lasers, remplace le projet LupEND sur lequel Lupe Fiasco projetait initialement d'arrêter sa carrière de rappeur.

## Une sortie difficile
Le 10 août 2010, Lupe Fiasco déclare sur Twitter :

« Je ne sais pas ce qui se passe avec Lasers, mais j'en ai marre d'attendre dos au mur... Je n'ai pas d'autre choix que de le mettre sur internet ! »

— Lupe Fiasco
En effet, cela fait plusieurs mois que Lupe déclarait que l'album était fini et qu'il se battait avec Atlantic Records pour la date de sortie, le label voulant repousser le plus possible la sortie de l'album. Le même jour, un snippet du morceau Go to Sleep est mis au téléchargement libre par Lupe, mais ce morceau sera sur son quatrième album, Food & Liquor II: The Great American Rap Album Pt. 1.
Le 8 octobre 2010, Atlantic Records indique finalement sur son Twitter que l'album sortira le 8 mars 2011 aux États-Unis.

## Liste des titres
| No  | Titre                                                                                           | Auteur                                                                                     | Contient un (des) sample(s) de          | Durée |
| --- | ----------------------------------------------------------------------------------------------- | ------------------------------------------------------------------------------------------ | --------------------------------------- | ----- |
| 1.  | Letting Go (featuring Sarah Green – Produit par King David)                                     | Wasalu Jaco, David Manzoor                                                                 | Public Enemy No. 1 de Public Enemy      | 4:26  |
| 2.  | Words I Never Said (featuring Skylar Grey – Produit par Alex da Kid)                            | Jaco, Holly Hafermann, Alexander Grant                                                     |                                         | 4:16  |
| 3.  | Till I Get There (Produit par Needlz)                                                           | Jaco, Khari Cain, Ricky Rutland, Khalil Walton                                             | Bonita Applebum de A Tribe Called Quest | 3:23  |
| 4.  | I Don't Wanna Care Right Now (featuring MDMA – Produit par The Audibles)                        | Jaco, Jason Boyd, Jimmy Gannos, Dominic Jordan                                             |                                         | 4:15  |
| 5.  | Out of My Head (featuring Trey Songz – Produit par Miykal Snoddy)                               | Jaco, Arden Altino, Jerry Duplessis, Ronnie Jackson, Jesse Wilson, Miykal Snoddy           |                                         | 3:24  |
| 6.  | The Show Goes On (Produit par Kane Beatz)                                                       | Jaco, Isaac Brock, Dustin Brower, Jonathon Brown, Dann Gallucci, Daniel Johnson, Eric Judy | Float On de Modest Mouse                | 3:56  |
| 7.  | Beautiful Lasers (2 Ways) (featuring MDMA – Produit par King David)                             | Jaco, Boyd, Manzoor                                                                        | Rebirth de Bone Thugs-N-Harmony         | 4:01  |
| 8.  | Coming Up (featuring MDMA – Produit par King David)                                             | Jaco, Boyd, Manzoor                                                                        |                                         | 3:58  |
| 9.  | State Run Radio (featuring Matt Mahaffey – Produit par King David)                              | Jaco, Manzoor                                                                              |                                         | 3:57  |
| 10. | Break the Chain (featuring Eric Turner et Sway – Produit par iSHi)                              | Jaco, Eric Turner, Eshraque Mughal, Derek Safo                                             |                                         | 4:21  |
| 11. | All Black Everything (Produit par The Buchanans)                                                | Jaco, Wizzo Buchanan, Sammy Fain, Irving Kahal                                             | I'll Be Seeing You de Jimmy Durante     | 3:40  |
| 12. | Never Forget You (featuring John Legend – Produit par Jerry Duplessis, Syience et Arden Altino) | Jaco, Altino, Duplessis, John Stephens, Reginald Perry                                     |                                         | 4:04  |

| 13. | I'm Beamin (Produit par The Neptunes)                            |                 | 4:48 |
| 14. | Shining Down (featuring Matthew Santos – Produit par Soundtrakk) | Doggone de Love | 4:34 |

## Singles
Le premier extrait de l'album est Shining Down en featuring avec Matthew Santos, le deuxième est I'm Beaming qui sort le 26 janvier 2010. Cependant les singles officiels sont The Show Goes On et Words I Never Said avec Skylar Grey.

## Historique de sortie
| Pays        | Date         | Label            | Format             |
| ----------- | ------------ | ---------------- | ------------------ |
| Australie   | 4 mars 2011  |                  | CD, Téléchargement |
| Royaume-Uni | 7 mars 2011  | Atlantic Records | CD, Téléchargement |
| France      | 7 mars 2011  | Atlantic Records | CD, Téléchargement |
| États-Unis  | 8 mars 2011  | Atlantic Records | CD, Téléchargement |
| Japon       | 23 mars 2011 |                  | CD, Téléchargement |

## Certifications
| Pays              | Certification | Unités certifiées |
| ----------------- | ------------- | ----------------- |
| États-Unis (RIAA) | Or            | 500 000           |